# París-Tours 2005
La París-Tours 2005 fou la 99a edició de la clàssica París-Tours. Es disputà el 9 d'octubre de 2005 i el vencedor final fou l'alemany Erik Zabel de l'equip T-Mobile, per tercer cop.
Va ser la 27a cursa de l'UCI ProTour de 2005.

## Classificació general
|    | Ciclista          | Equip                 | Temps      |
| -- | ----------------- | --------------------- | ---------- |
| 1  | Erik Zabel        | T-Mobile Team         | 5h 37' 23" |
| 2  | Daniele Bennati   | Lampre-Caffita        | m. t.      |
| 3  | Allan Davis       | Liberty Seguros-Würth | m. t.      |
| 4  | Robbie McEwen     | Davitamon-Lotto       | m. t.      |
| 5  | Alberto Ongarato  | Fassa Bortolo         | m. t.      |
| 6  | Aurélien Clerc    | Phonak                | m. t.      |
| 7  | Julian Dean       | Crédit Agricole       | m. t.      |
| 8  | René Haselbacher  | Gerolsteiner          | m. t.      |
| 9  | Uroš Murn         | Phonak                | m. t.      |
| 10 | Enrico Gasparotto | Liquigas-Bianchi      | m. t.      |